# 金星 (電視機)
金星牌電視機是中華人民共和國上海市上海電視一廠生產的電視機。2003年停止生產。

## 歷史
1972年，上海金星金筆廠改制為上海電視一廠。不久該廠生產出金星牌黑白電視機。1982年10月，該廠生產的金星牌彩色電視機開始投向市場。截至2000年，金星牌在上海市銷售量排名第一。不過由於其他品牌的電視機廠家興起，金星開始陷入頹勢。2003年，上海電視機一廠的母公司上海廣電集團公司宣佈金星牌電視機停止生產。